# Paul Janes
Paul Janes, född 1912, död 1987, var en tysk fotbollsspelare som spelade 71 A-landskamper och var med och vann VM-brons 1934. Janes var fram till 1970 Tysklands meste landslagsman tills han passerades av Uwe Seeler. Janes spelade i Fortuna Düsseldorf där han blev tysk mästare 1933. Paul är släkt med den nutida tyska fotbollsspelaren Kai Havertz, som spelar för Chelsea. 